# Bronocice
Bronocice est une localité polonaise de la gmina de Działoszyce, située dans le powiat de Pińczów en voïvodie de Sainte-Croix.

## Culture locale et patrimoine
C'est ici qu'a été découvert le Pot de Bronocice, il est orné de gravures montrant des chariots à quatre roues qui sont probablement les plus vieilles représentations de véhicule au monde